# Korczewatka (obwód homelski)
Korczewatka (biał. Карчаватка; ros. Корчеватка) – wieś na Białorusi, w obwodzie homelskim, w rejonie żytkowickim, w sielsowiecie Lenin.
W dwudziestoleciu międzywojennym leżała w Polsce, w województwie poleskim, w powiecie łuninieckim, w gminie Lenin (Sosnkowicze). Po II wojnie światowej w granicach Związku Sowieckiego. Od 1991 w niepodległej Białorusi.